# Руснак Іван Степанович (педагог)
Руснак Іван Степанович (20.04.1949, с. Шишківці Кіцманського району Чернівецької області — грудень 2022) — український педагог, доктор педагогічних наук, професор.

## Біографія
Іван Степанович Руснак народився 20 квітня 1949 року в с. Шишківці Кіцманського району Чернівецької області. У 1971 році закінчив філологічний факультет Чернівецького державного університету: за фахом філолог, викладач української мови і літератури. Трудову діяльність розпочав у квітні 1970 р. у комітеті по телебаченню і радіомовленню Чернівецького облвиконкому, де до жовтня 1971 р. працював редактором, кореспондентом радіомовлення. У 1971—1972 рр. служив у Збройних Силах СРСР. У 1972—1979 рр. — редактор багатотиражної газети Чернівецького державного університету «Радянський студент».

## Науково-творча діяльність
З 1979 р. — викладач, з 1986 р. — доцент кафедри української літератури Чернівецького держуніверситету. У 1988—1990 рр. — організатор і перший декан факультету підвищення кваліфікації вчителів, у 1991—1998 рр. — організатор і перший декан педагогічного факультету. Завідував кафедрою педагогіки і методики початкового навчання. Працював за сумісництвом професором кафедри теорії і методики трудового і професійного навчання Хмельницького національного університету. З 2012 р. — професор кафедри педагогіки та психології Хмельницької гуманітарно-педагогічної академії. Член акредитаційної комісії МОН України.
У 1985 р. здобув учений ступінь кандидата філологічних наук, у 2001 р. — доктора педагогічних наук. У 1986 р. присвоєно вчене звання доцента кафедри української літератури, у 2002 р. — професора кафедри педагогіки.
Як педагог і вчений займається підготовкою педагогічних та науково-педагогічних кадрів. Під його керівництвом захищено 17 кандидатських дисертацій. Досліджує розвиток освіти, педагогічної думки і національного виховання в українській західній діаспорі; діяльність початкової і вищої школи та підготовку педагогічних кадрів для системи освіти України і зарубіжних країн.

## Відзнаки, нагороди науковця
- Грамота Міністерства освіти і науки України (1997).
- Звання «Відмінник освіти України» (1998).
- Медаль Григорія Ващенка Всеукраїнського педагогічного товариства (2006).
- Знак «Василь Сухомлинський» (2009).
- Медаль «За сприяння в охороні державного кордону України» (2009).
- Лауреат літературної премії імені Івана Бажанського (2010).

## Наукові праці
Автор більше 200 наукових та науково-методичних праць.
- Розвиток українського шкільництва у Канаді.
- Українська література Канади формування національної самосвідомості канадських українців.
- Іван Боднарчук (життя і педагогічна діяльність).
- Українське шкільництво у Канаді.
- Народу віддані життя і праця (творчий шлях Івана Бажанського).
- Магістерська робота з педагогіки.
- Методика викладання психології.
- Українська педагогічна преса Канади і рідномовне шкільництво в діаспорі.
- Самостійна робота студентів з педагогічних дисциплін.
- Педагогіка і психологія вищої школи.
- Українське родинне виховання в Канаді.